# Joaquín Osorio y Silva
Joaquín Osorio y Silva (Madrid, 1826 - Madrid, 26 de abril de 1857) fue un aristócrata y militar español titulado octavo conde de la Corzana y por ello grande de España, que sirvió como ayudante de campo del general Ramón María Narváez en el momento que éste fue presidente del Consejo de Estado de España. Murió en el Palacio Real de Madrid en extrañas circunstancias, y los cronistas refieren su muerte como un asesinato de Juan Antonio de Urbiztondo, por entonces ministro de la Guerra.

## Biografía
Nacido en el palacio de Alcañices, siendo hijo menor de Nicolás Osorio y Zayas, XVI marqués de Alcañices y seis veces grande de España, y de Inés de Silva y Téllez Girón (retratada por Madrazo), hija de los marqueses de Santa Cruz. Un año antes había nacido su hermano, José, duque de Sesto y después marqués de Alcañices, destacado político en el periodo de la Restauración borbónica en España. 
Fue criado junto a su hermano en el Palacio Real de Madrid, donde su padre ocupó varios cargos palatinos, y desde joven instruido en las armas y la hípica. Contrajo matrimonio en Granada el 8 de agosto de 1852 con María de las Mercedes de Heredia y Zafra-Vázquez, por derecho propio segunda marquesa de los Arenales y nieta de Narciso Heredia y Begines de los Ríos, presidente del Consejo de Ministros de España, primer conde de Heredia Spinola. Posteriormente ingresó en el ejército, y siendo ayudante de campo del general Ramón María Narváez murió en extrañas circunstancias el 26 de abril de 1857. Pedro de Répide, cronista oficial de Madrid describe el suceso en su obra dedicada a la reina Isabel II de España de la siguiente manera:

Una noche, a finales de abril de 1857, mientras la reina estaba encerrada en sus habitaciones y en la antecámara se encontraba Narváez con su ayudante de campo, hijo de un Grande de España, que llevaba un conocido título de Castilla (Joaquín Osorio y Silva, marqués de los Arenales), presentóse de improvisto el rey Francisco, acompañado del ministro de la Guerra Urbiztondo, y dio orden de que se franquease la entrada al aposento, donde la reina se había recogido para los menesteres de su vida privada. Opúsose Narváez a que se quebrantara la consigna de que nadie penetrase en la estancia real y don Francisco quiso hacer valer sus derechos de cónyuge, que tan rara vez le preocupaban. Hubo más que palabras, y Urbiztondo, sacando la espada, quiso ser valedor de su regio amigo. Tabóse pendencia, que fue sangrienta, pues Narváez acometió al ministro de la Guerra con una estocada mortal, cuando ya el ayudante del duque de Valencia acababa de recibir otra herida funesta de la espada de Urbiztondo. Madrid supo de una extraña epidemia que se había declarado repentinamente en Palacio y que causó aquellas dos muertes publicadas como naturales.

La prensa se hizo eco de ello el 27 de abril, y La Época publicó en su hoja militar «El 26, a las 8 y media de la mañana, ha fallecido Joaquín Osorio, marqués de los Arenales, hijo segundo del marqués de Alcañices, de una enfermedad casi repentina, pues enfermó sólo desde el día antes, y no se agravó sino horas antes de expirar». Aludiendo a la muerte de Urbiztondo mantiene que fue «causada por un escirro producido por su estancia en Filipinas». Al día siguiente el periódico La Discusión publicó la noticia alegando que «El domingo a las 6 de la tarde falleció casi repentinamente el teniente general D. A. de Urbiztondo, a consecuencia de un ataque cerebral según unos, y según otros de una pulmonía fulminante. También ha muerto ayer el señor Osorio, marqués de los Arenales».